# Tempedal
Het Tempedal (Grieks: Κοιλάδα Τεμπών, Koilada Tempon of Τέμπη, Témpi) is een kloof in de Griekse landstreek Thessalië, een 30-tal km ten noordoosten van Larissa dicht bij de Egeïsche Zee. De Pinios, de belangrijkste waterloop van Thessalië, heeft deze 8 km lange kloof uitgesleten tussen de bergmassieven van de (Kato)-Olympus in het noordoosten en de Ossa in het zuidwesten. Het dal is op z'n smalst 25 m breed met kliffen tot 500 m hoog.

## Geschiedenis

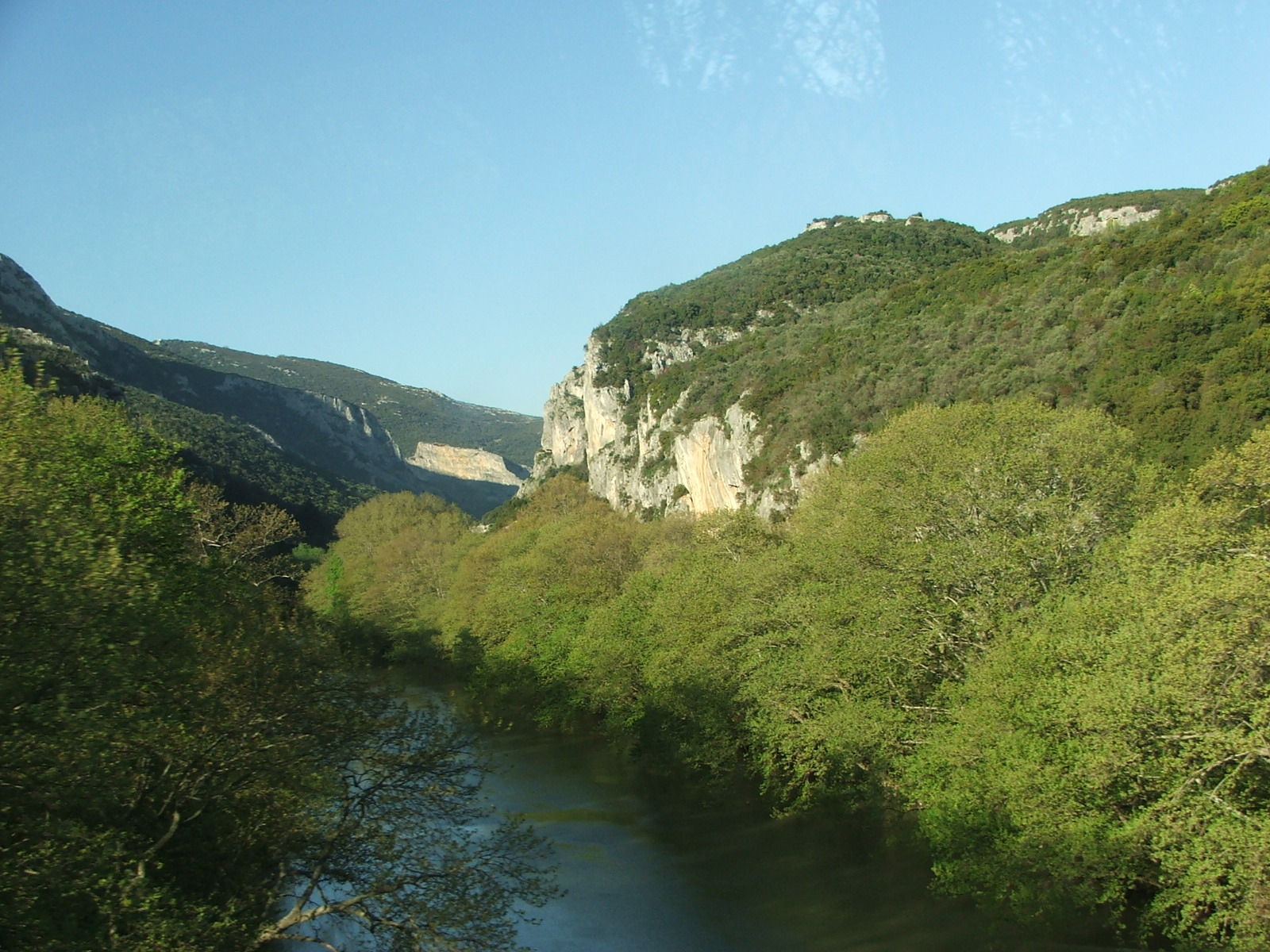
Tempedal, 2006

Het nauwste deel van deze kloof was in historische tijden de voornaamste toegang vanuit Macedonië naar Midden-Griekenland, en was dus strategisch van groot belang. Omdat binnenvallende legers echter ook via een omweg de Thessalische vlakte konden bereiken, besloten de Grieken tijdens de Eerste Perzische Oorlog in 480 v.Chr. de Tempevallei te evacueren en zich te verschansen aan de Thermopylae. De Thessaliërs beschouwden dit als verraad, en dit verklaart waarom zij (uit wraak?) veeleer geneigd waren om met de Perzen te collaboreren, waardoor zij dan weer meestal op gespannen voet met de andere Grieken stonden. 
 Philippus II van Macedonië liet er later nog aan de noordzijde van de uitgang een versterkt fort (het Kastro Gonnou) bouwen.
Tijdens de Derde Macedonische Oorlog in 164 v.Chr. braken de Romeinen hier door de verdedigingslinie van Perseus van Macedonië heen en versloegen hem later in de Slag bij Pydna. Het dal speelde ook een rol in de opstand van Andriskos, de mogelijk laatste koning van Macedonië, die in de Tweede Slag bij Pydna in 148 v.Chr. eveneens het onderspit moest delven tegen de Romeinen in de Vierde Macedonische Oorlog. Verdere veldslagen werden hier uitgevochten tijdens de invallen van barbaren aan het einde van de Romeinse overheersing van Griekenland en later ten tijde van het Byzantijnse en Ottomaanse Rijk.

## Natuurschoon

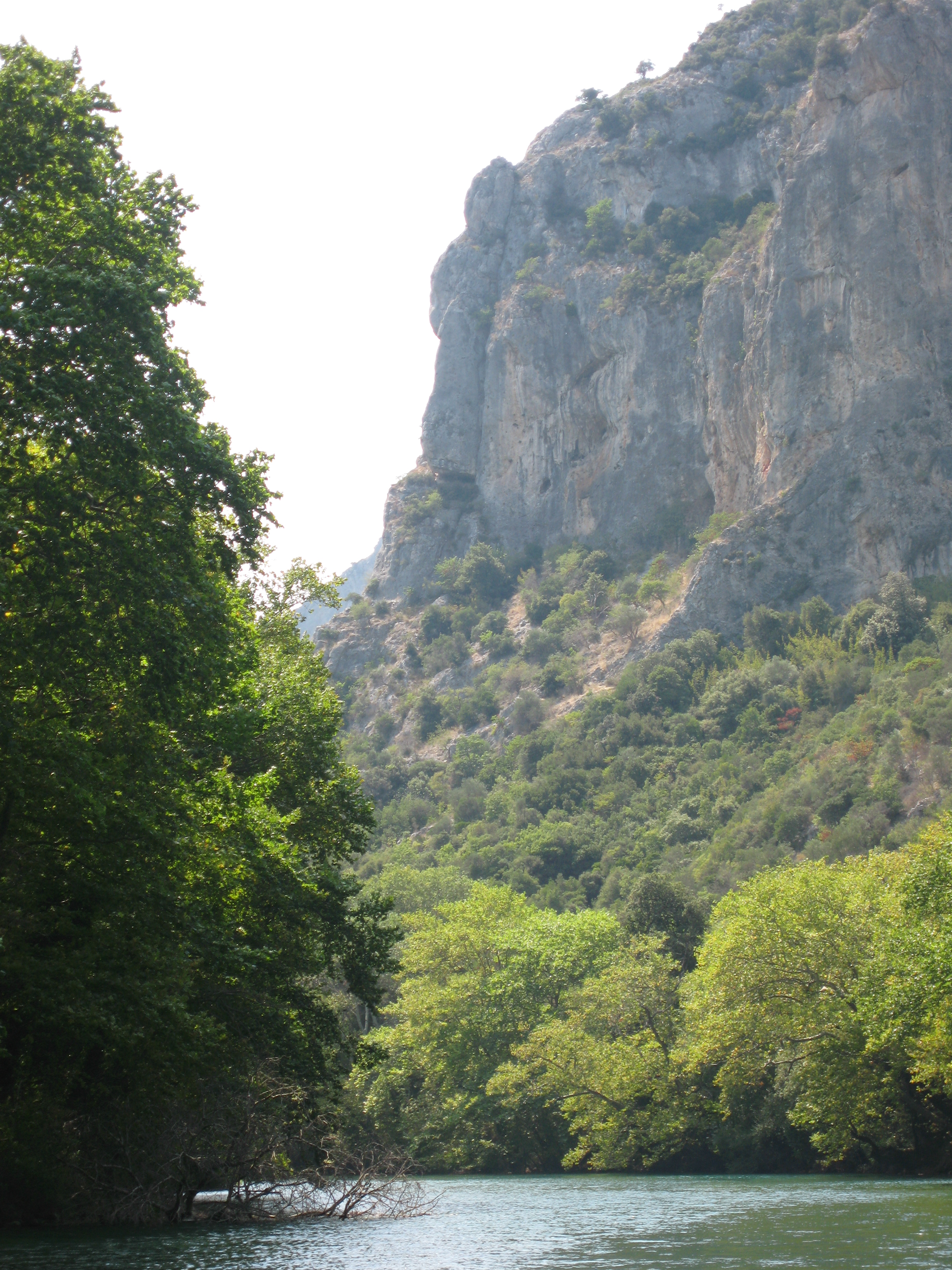
De Pinios-rivier baant zich een weg door de Tempe-vallei, 2008.

Het weelderig begroeide, en reeds in de Klassieke oudheid veelbezongen dal genoot steeds de reputatie van schitterend en ongerept natuurschoon, en leent zich nog steeds tot prachtige natuurwandelingen, ook al wordt aan het landschapsschoon tegenwoordig veel afbreuk gedaan door zowel de drukke en gevaarlijke autosnelweg als de spoorweg tussen Noord- en Zuid-Griekenland.

## Mythen
Enkele oude mythen zijn gesitueerd in dit dal. Poseidon zou de kloof met zijn drietand opengehakt hebben om de Piniós een doorgang tot de zee te verschaffen, vermeldt de Griekse historicus Herodotus. Een andere god, Apollon, zou zich in het rivierwater gezuiverd hebben nadat hij in Delphi het monster Python had gedood, en er acht jaar boete doen alvorens naar Delphi terug te keren. Hij kreeg er echter Daphne in het oog, de knappe dochter van de stroomgod van de Piniós, en werd meteen smoorverliefd op haar. Op de vlucht voor Apollons avances veranderde zij met de hulp van haar vader in een laurierboom. Sindsdien gold deze boom voor Apollon als heilig, en regelmatig kwamen afgezanten uit Delphi hierheen om er lauriertakken te verzamelen voor het heiligdom van Apollon.

## Burcht
Op een steile rots in de buurt staat het legendarische Kastro tis Oreas (Burcht van de Schone): een beroemde Byzantijnse ballade bezingt het lot van de schone kasteelvrouwe die hier in de Middeleeuwen door de Turken zou gevangen gehouden zijn.

## In literatuur en kunst
Vele schrijvers vermeldden Tempe vanwege het natuurschoon. In de Villa Hadriana van keizer Hadrianus is een gebied naar Tempe vernoemd.

### Oudheid
- Catullus, gedicht 64 regel 285-286
- Cicero, brief aan Atticus 4.15
- Horatius, Ode I.7
- Vergilius, Georgica 4.317
- Ovidius, Metamorphoses I.568 en volgende regels
- Strabo, Geographica, Boek 9.
- Dio Chrysostomus, Ekphrasis van Tempe, beschrijving van de kloof (verloren gegaan)

### Renaissance en later
- Edmund Spenser, The Fairie Queene in Book 2, Canto XII, stanza 52
- Constantijn Huygens, Batava Tempe, dat is 't Voor-hout van 's-Gravenhage, 1621
- Percy Shelley, Hymn Of Pan
- John Keats, Ode on a Grecian Urn
- John Ruskin in zijn publiek adres over de spoorwegen.

## Vernoemd
- Tempe (Arizona)
- Tempe, New South Wales, Australië
- Tempe Terra in het noordelijk hoogland op Mars.